# Jacques Flynn
Jacques Flynn PC OC QC (* 22. August 1915 in Saint-Hyacinthe, Québec; † 21. September 2000) war ein kanadischer Politiker der Progressiv-konservativen Partei Kanadas, der für eine Legislaturperiode Abgeordneter des Unterhauses, 32 Jahre lang Mitglied des Senats sowie zeitweilig Minister war.

## Leben

### Rechtsanwalt, Professor und Unterhausabgeordneter
Flynn absolvierte nach dem Schulbesuch zunächst ein grundständiges Studium, das er mit einem Bachelor of Arts (B.A.) abschloss, sowie danach ein Studium der Rechtswissenschaften, welches er mit einem Licentiate of Laws (LL.L.) beendete. Anschließend war er als Rechtsanwalt tätig und wurde für seine juristischen Verdienste zum Kronanwalt (Queen’s Counsel) ernannt. Zeitweilig hatte er eine Professur für Rechtswissenschaften an der Universität Laval inne.
Bei der Unterhauswahl vom 10. Juni 1957 kandidierte Flynn für die Progressiv-konservative Partei Kanadas im Wahlkreis Québec South erstmals erfolglos für ein Abgeordnetenmandat im Unterhaus. Bei der darauf folgenden Wahl vom 31. März 1958 wurde er in diesem Wahlkreis als Abgeordneter in das Unterhaus gewählt und gehörte diesem bis zu seiner Niederlage bei der Unterhauswahl vom 18. Juni 1962 an. Für einige Monate war er zwischen dem 15. Januar 1959 und dem 18. Juli 1959 Vizevorsitzender des Unterhaussonderausschusses für den Rundfunk.

### Minister und Senator
Am 28. Dezember 1961 wurde er von Premierminister John Diefenbaker zum Minister für Bergbau und technische Begutachtung in das 18. kanadische Kabinett berufen und bekleidete dieses Amt bis zum 12. Juli 1962. Während seiner Unterhausmitgliedschaft fungierte Flynn vom 14. Januar 1960 bis zum 27. Dezember 1961 als stellvertretender Unterhaussprecher sowie Vorsitzender des Ausschusses des Unterhauses im Ganzen.
Auf Vorschlag von Premierminister John Diefenbaker wurde Flynn am 9. November 1962 zum Mitglied des Senats für Québec ernannt und vertrat dort 32 Jahre lang bis zum Erreichen der Altersgrenze von 75 Jahren am 22. August 1990 den Senatsbezirk Rougemont. 
Während seiner Senatszugehörigkeit war Flynn vom 31. Oktober 1967 bis zum 22. Mai 1979 Führer der Opposition im Senat. Während der Oppositionszeit war er zwischen 1972 und 1974 Sprecher der Fraktion seiner Partei im Senat für Wirtschaftsangelegenheiten und Steuerpolitik. Später war er vom 11. November 1978 bis zum 26. März 1979 Vize-Vorsitzender des Senatssonderausschusses für die Verfassung von Kanada.
Von Premierminister Joe Clark wurde Flyann am 4. Juni 1979 als Justizminister und Generalstaatsanwalt von Kanada in das 21. Kabinett berufen, dem er bis zum Ende von Clarks Amtszeit am 2. März 1980 angehörte. Während dieser Zeit war er zugleich Führer der Regierungsmehrheit im Senat sowie damit auch zeitgleich stellvertretender Vorsitzender der Mehrheitsfraktion im Parlament von Kanada. In dieser Zeit war er des Weiteren Vizevorsitzender der Kabinettsausschüsse für die Beziehungen zwischen Bund und Provinzen, Gesetzgebung und Planung sowie des Sonderausschusses des Rates und ferner Mitglied zahlreicher weiterer Kabinettsausschüsse.
Nach der Niederlage seiner Partei bei der Unterhauswahl vom 18. Februar 1980 fungierte er zwischen 1980 und 1984 erneut als Führer der Opposition im Senat. Danach war er vom 5. November 1984 bis zum 28. August 1986 Co-Vorsitzender des Gemeinsamen Parlamentssonderausschusses für internationale Beziehungen.
Für seine Verdienste wurde Flynn am 22. April 1993 mit dem Offizierskreuz des Order of Canada (O.C.) ausgezeichnet.

## Veröffentlichungen
- Un bleu du Québec à Ottawa, 1998.